# Austrotinodes recta
Austrotinodes recta är en nattsländeart som beskrevs av Schmid 1964. Austrotinodes recta ingår i släktet Austrotinodes och familjen trattnattsländor. Inga underarter finns listade i Catalogue of Life.